# Triaenops afer
Triaenops afer é uma espécie de morcego da família Hipposideridae. Pode ser encontrado da Eritreia a Moçambique, sudoeste da República Democrática do Congo e noroeste de Angola.